# خطوط نورث ويست الجوية الرحلة 5
خطوط نورث ويست الجوية الرحلة 5 طائرة بوينغ 727-251 كانت تحمل علي متنها 139 راكبا و6 من أفراد الطاقم في رحلة طيران من ميامي إلي منيابولس في 4 يناير 1990 بقيادة الكابتن تيد إندرز البالغ من العمر 57 عاما ذات خبرة طيران للشركة لمدة 34 عاما والمساعد أول روبرت أوبراين البالغ من العمر 45 عاما ذات خبرة طيران مع القوات الجوية الأمريكية ومساعد طيار للشركة لمدة 14 عاما ومهندس الرحلة توماس مارتن البالغ من العمر 49 عاما ذات خبرة طيران للشركة لمدة 16 عاما وبعد ساعة و50 دقيقة من الرحلة على ارتفاع 35 ألف قدم (11 ألف متر) آي 11 كم انفصل المحرك الأيمن الثالث من طراز برات آند ويتني جيه تي 8 دي-15 في حقل قرب ماديسون وحلق الكابتن تيد إندرز بالطائرة لمدة 50 دقيقة حتي هبطت الطائرة اضطراريا بمطار تامبا الدولي وكانت الطائرة عمرها 14 عاما ونجا جميع الركاب والطاقم البالغ عددهم 145 شخصا، ووجد المحرك الأيمن الثالث المنفصل في اليوم التالي.

## سبب الحادث
فشل موظفي خدمة الشركة في توفير الخدمة المناسبة للمرحاض الأمامي للطائرة مما أدى إلى تركيب اللحام الخارجي للمرحاض الأمامي بشكل غير صحيح، مما تسبب في حدوث تسرب بينما كانت الطائرة مضغوطة في السماء وتسبب اللحام الخارجي المفقود بتسرب أجزاء مجمدة من سائل المرحاض وشفطها عبر المحرك الأيمن الثالث مما أدى إلى انفصال المحرك الثالث عن جسم الطائرة.